# César de melhor realizador

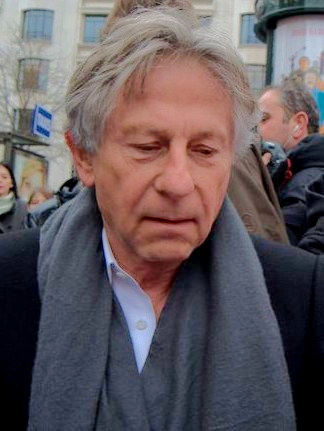
Roman Polański, o cineasta mais vezes nomeado a esta categoria

O César de melhor realizador (Portugal) ou diretor (Brasil), (em francês: César du meilleur réalisateur) é um prémio cinematográfico atribuído anualmente desde 1976, pela academia dos Césares, ao melhor cineasta de um filme de produção francesa.
Atualmente, Roman Polański é o único cineasta a ter obtido cinco vezes este prémio (1980, 2003, 2011, 2014 e 2020) e para três filmes falados em inglês: Tess (filme), Le Pianiste e The Ghost Writer. Seis outros cineastas foram por duas vezes premiados: Bertrand Tavernier (1976, 1997), Alain Resnais (1978, 1994), Jean-Jacques Annaud (1982, 1989), Claude Sautet (1993, 1996), Abdellatif Kechiche (2005, 2008) e Jacques Audiard (2006, 2010).
Em 1997 houve um empate entre Patrice Leconte, por Ridicule, e Bertrand Tavernier, por Capitaine Conan.
A cor de fundo       indica os vencedores.

## Década de 1970
| Ano  | Realizador/Diretor    | Filme                         | Título no Brasil              | Título em Portugal             |
| ---- | --------------------- | ----------------------------- | ----------------------------- | ------------------------------ |
| 1976 | Bertrand Tavernier    | Que la fête commence          |                               | Vamos a Isto que É Festa       |
| 1976 | François Truffaut     | L'Histoire d'Adèle H.         | A História de Adèle H.        | A História de Adèle H.         |
| 1976 | Robert Enrico         | Le Vieux Fusil                | O Velho Fuzil                 |                                |
| 1976 | Jean-Paul Rappeneau   | Le Sauvage                    | O Selvagem                    | Meu Irresistível Selvagem      |
| 1977 | Joseph Losey          | Monsieur Klein                | Cidadão Klein                 | Um Homem na Sombra             |
| 1977 | André Téchiné         | Barocco                       |                               | Escândalo de Primeira Página   |
| 1977 | Bertrand Tavernier    | Le juge et l'assassin         |                               | O Juiz e o Assassino           |
| 1977 | Claude Miller         | La Meilleure Façon de marcher |                               |                                |
| 1978 | Alain Resnais         | Providence                    |                               |                                |
| 1978 | Pierre Schœndœrffer   | Le Crabe-tambour              |                               |                                |
| 1978 | Luis Buñuel           | Cet obscur objet du désir     | Esse Obscuro Objeto do Desejo | Este Obscuro Objecto do Desejo |
| 1978 | Claude Miller         | Dites-lui que je l'aime       |                               | Amor Impossível                |
| 1979 | Christian de Chalonge | L'Argent des autres           |                               | O Dinheiro dos Outros          |
| 1979 | Ariane Mnouchkine     | Molière                       |                               | Molière                        |
| 1979 | Claude Sautet         | Une histoire simple           |                               | Uma História Simples           |
| 1979 | Michel Deville        | Le Dossier 51                 |                               | Dossier 51                     |

## Década de 1980
| Ano  | Realizador/Diretor     | Filme                       | Título no Brasil                 | Título em Portugal           |
| ---- | ---------------------- | --------------------------- | -------------------------------- | ---------------------------- |
| 1980 | Roman Polański         | Tess (filme)                | Tess - Uma Lição de Vida         | Tess                         |
| 1980 | Costa-Gavras           | Clair de femme              | Um Homem, uma Mulher, uma Noite  | Luz da Paixão                |
| 1980 | Jacques Doillon        | La Drôlesse                 |                                  |                              |
| 1980 | Joseph Losey           | Don Giovanni                |                                  | Don Giovanni                 |
| 1981 | François Truffaut      | Le Dernier Métro            | O Último Metrô                   | O Último Metro               |
| 1981 | Jean-Luc Godard        | Sauve qui peut (la vie)     |                                  | Salve-se Quem Puder          |
| 1981 | Alain Resnais          | Mon oncle d'Amérique        | Meu Tio da América               | O Meu Tio da América         |
| 1981 | Claude Sautet          | Un mauvais fils             | Um Mau Filho                     | Um Mau Filho                 |
| 1982 | Jean-Jacques Annaud    | La Guerre du feu            | A Guerra do Fogo                 | A Guerra do Fogo             |
| 1982 | Claude Miller          | Garde à vue                 | Cidadão sob Custódia             | Sem Culpa Formada            |
| 1982 | Pierre Granier-Deferre | Une étrange affaire         |                                  |                              |
| 1982 | Bertrand Tavernier     | Coup de torchon             |                                  | Justiceiro por Conta Própria |
| 1983 | Andrzej Wajda          | Danton                      | Danton - O Processo da Revolução | O Caso Danton                |
| 1983 | Bob Swaim              | La Balance                  |                                  | As Malhas da Traição         |
| 1983 | Jean-Luc Godard        | Passion                     |                                  | Paixão                       |
| 1983 | Jacques Demy           | Une chambre en ville        |                                  | Um Quarto na Cidade          |
| 1984 | Ettore Scola           | Le Bal                      | O Baile                          | O Baile                      |
| 1984 | François Truffaut      | Vivement dimanche!          | De Repente Num Domingo           | Finalmente Domingo!          |
| 1984 | Maurice Pialat         | À nos amours                | A Nossos Amores                  | Aos Nossos Amores            |
| 1984 | Jean Becker            | L'Été meurtrier             |                                  | O Verão Assassino            |
| 1984 | Claude Berri           | Tchao Pantin                |                                  |                              |
| 1985 | Claude Zidi            | Les Ripoux                  |                                  | Agarra que É Polícia         |
| 1985 | Francesco Rosi         | Carmen                      |                                  | Carmen                       |
| 1985 | Alain Resnais          | L'Amour à mort              | Morrer de Amor                   | Amor Eterno                  |
| 1985 | Éric Rohmer            | Les Nuits de la pleine lune | Noites de Lua Cheia              | Noites de Lua Cheia          |
| 1985 | Bertrand Tavernier     | Un dimanche à la campagne   | Um Sonho de Domingo              | Um Domingo no Campo          |
| 1986 | Michel Deville         | Péril en la demeure         | Perigo no Coração                |                              |
| 1986 | Claude Miller          | L'Effrontée                 |                                  |                              |
| 1986 | Agnès Varda            | Sans toit ni loi            | Os Renegados                     | Sem Eira nem Beira           |
| 1986 | Luc Besson             | Subway                      |                                  | Subterrâneo                  |
| 1986 | Coline Serreau         | Trois hommes et un couffin  | 3 Homens e um Bebê               | Três Homens e Um Berço       |
| 1987 | Alain Cavalier         | Thérèse                     |                                  | Teresa                       |
| 1987 | Jean-Jacques Beineix   | 37°2 le matin               | Betty Blue                       | Betty Blue 37º2 de Manhã     |
| 1987 | Claude Berri           | Jean de Florette            | Jean de Florette                 | Jean de Florette             |
| 1987 | Alain Resnais          | Mélo                        | Melô                             | Mélo                         |
| 1987 | Bertrand Blier         | Tenue de soirée             | Meu Marido de Baton              | Traje de Noite               |
| 1988 | Louis Malle            | Au revoir les enfants       | Adeus, Meninos                   | Adeus, Rapazes               |
| 1988 | Jean-Loup Hubert       | Le Grand Chemin             |                                  |                              |
| 1988 | André Téchiné          | Les Innocents               |                                  | A Culpa dos Inocentes        |
| 1988 | Maurice Pialat         | Sous le soleil de Satan     | Sob o Sol de Satã                | Ao Sol de Satanás            |
| 1988 | Patrice Leconte        | Tandem                      |                                  |                              |
| 1989 | Jean-Jacques Annaud    | L'Ours                      | O Urso                           | O Urso                       |
| 1989 | Michel Deville         | La Lectrice                 | Uma Leitora Bem Particular       | A Leitora                    |
| 1989 | Claude Miller          | La Petite Voleuse           | Ladra e Sedutora                 | A Pequena Ladra              |
| 1989 | Luc Besson             | Le Grand bleu               | Imensidão Azul                   | Vertigem Azul                |
| 1989 | Claude Chabrol         | Une Affaire de femmes       | Um Assunto de Mulheres           | Uma Questão de Mulheres      |

## Década de 1990
| Ano  | Realizador/Diretor   | Filme                                | Título no Brasil                            | Título em Portugal           |
| ---- | -------------------- | ------------------------------------ | ------------------------------------------- | ---------------------------- |
| 1990 | Bertrand Blier       | Trop belle pour toi                  | Linda Demais para Você                      | Bela Demais para Ti          |
| 1990 | Bertrand Tavernier   | La Vie et rien d'autre               |                                             |                              |
| 1990 | Patrice Leconte      | Monsieur Hire                        | Um Homem Meio Esquisito                     |                              |
| 1990 | Alain Corneau        | Nocturne indien                      | Noturno Indiano                             | Nocturno Indiano             |
| 1990 | Milos Forman         | Valmont                              | Valmont - Uma História de Seduções          | Valmont                      |
| 1991 | Jean-Paul Rappeneau  | Cyrano de Bergerac                   | Cyrano de Bergerac                          | Cyrano de Bergerac           |
| 1991 | Patrice Leconte      | Le Mari de la coiffeuse              | O Marido da Cabeleireira                    | O Marido da Cabeleireira     |
| 1991 | Jacques Doillon      | Le Petit Criminel                    | O Jovem Assassino                           | O Pequeno Criminoso          |
| 1991 | Luc Besson           | Nikita                               | Nikita - Criada para Matar                  | Nikita - Dura de Matar       |
| 1991 | Claude Berri         | Uranus                               |                                             |                              |
| 1992 | Alain Corneau        | Tous les matins du monde             | Todas as Manhãs do Mundo                    | Todas as Manhãs do Mundo     |
| 1992 | André Téchiné        | J'embrasse pas                       |                                             | Não Dou Beijos               |
| 1992 | Jacques Rivette      | La Belle Noiseuse                    | A Bela Intrigante                           | A Bela Impertinente          |
| 1992 | Bertrand Blier       | Merci la vie                         | Obrigado à Vida                             | Que Raio de Vida!            |
| 1992 | Maurice Pialat       | Van Gogh                             |                                             | Van Gogh                     |
| 1993 | Claude Sautet        | Un cœur en hiver                     | Um Coração no Inverno                       | Um Coração no Inverno        |
| 1993 | Régis Wargnier       | Indochine                            | Indochina                                   | Indochina                    |
| 1993 | Bertrand Tavernier   | L.627                                | L.627 - Corrupção Policial                  |                              |
| 1993 | Christine Pascal     | Le petit prince a dit                |                                             |                              |
| 1993 | Cyril Collard        | Les Nuits fauves                     | Noites Felinas                              | Noites Bravas                |
| 1994 | Alain Resnais        | Smoking/No Smoking                   | Smoking/No smoking                          | Fumar/Não Fumar              |
| 1994 | Claude Berri         | Germinal                             |                                             | Germinal                     |
| 1994 | Jean-Marie Poiré     | Les Visiteurs                        | Os Visitantes                               | Os Visitantes                |
| 1994 | André Téchiné        | Ma saison préférée                   | Minha Estação Preferida                     | A Minha Estação Preferida    |
| 1994 | Krzysztof Kieslowski | Trois Couleurs: Bleu                 | A Liberdade É Azul                          | Três Cores - Azul            |
| 1994 | Bertrand Blier       | Un, deux, trois, soleil              |                                             |                              |
| 1995 | André Téchiné        | Les Roseaux sauvages                 | Rosas Selvagens                             | Os Juncos Silvestres         |
| 1995 | Patrice Chéreau      | La Reine Margot                      | A Rainha Margot                             | A Rainha Margot              |
| 1995 | Nicole Garcia        | Le Fils préféré                      |                                             |                              |
| 1995 | Luc Besson           | Léon                                 | Léon                                        | Léon, o Profissional         |
| 1995 | Krzysztof Kieslowski | Trois Couleurs: Rouge                | A Fraternidade É Vermelha                   | Três Cores - Vermelho        |
| 1996 | Claude Sautet        | Nelly et Monsieur Arnaud             | Minha Secretária                            |                              |
| 1996 | Josiane Balasko      | Gazon maudit                         |                                             | A Minha Mulher Tem Noiva     |
| 1996 | Claude Chabrol       | La Cérémonie                         | Mulheres Diabólicas                         | A Cerimónia                  |
| 1996 | Mathieu Kassovitz    | La Haine                             | O Ódio                                      | O Ódio                       |
| 1996 | Étienne Chatiliez    | Le bonheur est dans le pré           | Enganar É Viver                             |                              |
| 1996 | Jean-Paul Rappeneau  | Le Hussard sur le toit               | O Cavaleiro do Telhado e a Dama das Sombras | O Hussardo no Telhado        |
| 1997 | Patrice Leconte      | Ridicule                             | Caindo no Ridículo                          | O Ridículo                   |
| 1997 | Bertrand Tavernier   | Capitaine Conan                      | Capitão Conan                               |                              |
| 1997 | André Téchiné        | Les Voleurs                          |                                             | Os Ladrões                   |
| 1997 | Cédric Klapisch      | Un Air de famille                    | Odeio Te Amar                               |                              |
| 1997 | Jacques Audiard      | Un héros très discret                | Um Herói Muito Discreto                     | Um Herói Muito Discreto      |
| 1998 | Luc Besson           | Le Cinquième Élément                 | O Quinto Elemento                           | O Quinto Elemento            |
| 1998 | Alain Corneau        | Le Cousin                            | O Primo                                     |                              |
| 1998 | Robert Guédiguian    | Marius et Jeannette                  | Marius e Jeannette                          | Marius e Jeannette           |
| 1998 | Alain Resnais        | On connaît la chanson                | Amores Parisienses                          | É Sempre a Mesma Cantiga     |
| 1998 | Manuel Poirier       | Western                              |                                             |                              |
| 1999 | Patrice Chéreau      | Ceux qui m'aiment prendront le train | Os que me Amam Tomarão o Trem               | Quem Me Amar Irá de Comboio  |
| 1999 | Erick Zonca          | La Vie rêvée des anges               | A Vida Sonhada dos Anjos                    | A Vida Sonhada dos Anjos     |
| 1999 | Francis Veber        | Le Dîner de cons                     |                                             | O Jantar de Palermas         |
| 1999 | Nicole Garcia        | Place Vendôme                        |                                             | Place Vendôme                |
| 1999 | Gérard Pirès         | Taxi                                 | Táxi - Velocidade nas Ruas                  | Táxi - Uma Viagem Alucinante |

## Década de 2000
| Ano  | Realizador/Diretor                | Filme                                     | Título no Brasil                                      | Título em Portugal                            |
| ---- | --------------------------------- | ----------------------------------------- | ----------------------------------------------------- | --------------------------------------------- |
| 2000 | Tonie Marshall                    | Vénus Beauté (Institut)                   | Instituto de Beleza Vênus                             |                                               |
| 2000 | Régis Wargnier                    | Est-Ouest                                 |                                                       | Vida Prometida                                |
| 2000 | Luc Besson                        | Jeanne d'Arc                              | Joana d'Arc                                           | Joana d'Arc                                   |
| 2000 | Patrice Leconte                   | La Fille sur le pont                      |                                                       | A Mulher e o Atirador de Facas                |
| 2000 | Michel Deville                    | La Maladie de Sachs                       |                                                       |                                               |
| 2000 | Jean Becker                       | Les Enfants du marais                     |                                                       |                                               |
| 2001 | Dominik Moll                      | Harry, un ami qui vous veut du bien       | Harry Chegou para Ajudar                              | Harry, um Amigo ao Seu Dispor                 |
| 2001 | Agnès Jaoui                       | Le Goût des autres                        | O Gosto dos Outros                                    | O Gosto dos Outros                            |
| 2001 | Jean-Pierre Denis                 | Les Blessures assassines                  | O Caso das Irmãs Assassinas                           |                                               |
| 2001 | Mathieu Kassovitz                 | Les Rivières Pourpres                     | Rios Vermelhos                                        | Os Crimes dos Rios de Púrpura                 |
| 2001 | Patricia Mazuy                    | Saint-Cyr                                 |                                                       | Saint-Cyr                                     |
| 2002 | Jean-Pierre Jeunet                | Le Fabuleux Destin d'Amélie Poulain       | O Fabuloso Destino de Amélie Poulain                  | O Fabuloso Destino de Amélie                  |
| 2002 | Patrice Chéreau                   | Intimité                                  |                                                       | Intimité (filme)Intimidade                    |
| 2002 | François Dupeyron                 | La Chambre des officiers                  |                                                       |                                               |
| 2002 | François Ozon                     | Sous le sable                             | Sob a Areia                                           | Sob a Areia                                   |
| 2002 | Jacques Audiard                   | Sur mes lèvres                            | Sobre Meus Lábios                                     | Nos Meus Lábios                               |
| 2003 | Roman Polański                    | Le Pianiste                               | O Pianista                                            | O Pianista                                    |
| 2003 | François Ozon                     | Huit Femmes                               | 8 Mulheres                                            | 8 Mulheres                                    |
| 2003 | Costa-Gavras                      | Amen.                                     | Amém                                                  |                                               |
| 2003 | Nicolas Philibert                 | Être et avoir                             | Ser e Ter                                             | Ser e Ter                                     |
| 2003 | Cédric Klapisch                   | L'Auberge Espagnole                       | O Albergue Espanhol                                   | A Residência Espanhola                        |
| 2004 | Denys Arcand                      | Les Invasions barbares                    | As Invasões Bárbaras                                  | As Invasões Bárbaras                          |
| 2004 | Lucas Belvaux                     | Après la vie, Cavale e Un couple épatant  |                                                       | Depois da Vida, Em Fuga e Um Casal Encantador |
| 2004 | Jean-Paul Rappeneau               | Bon Voyage                                | Viagem do Coração                                     | Boa Viagem                                    |
| 2004 | Claude Miller                     | La Petite Lili                            |                                                       | A Pequena Lili                                |
| 2004 | Alain Resnais                     | Pas sur la bouche                         | Na Boca, Não                                          | Nos Lábios Não                                |
| 2005 | Abdellatif Kechiche               | L'Esquive                                 | A Esquiva                                             | A Esquiva                                     |
| 2005 | Olivier Marchal                   | 36 quai des orfèvres                      | 36                                                    | 36 Anti-Corrupção                             |
| 2005 | Christophe Barratier              | Les Choristes                             | A Voz do Coração                                      | Os Coristas                                   |
| 2005 | Arnaud Desplechin                 | Rois et Reine                             | Reis e Rainha                                         | Reis e Rainha                                 |
| 2005 | Jean-Pierre Jeunet                | Un long dimanche de fiançailles           | Eterno Amor                                           | Um Longo Domingo de Noivado                   |
| 2006 | Jacques Audiard                   | De battre mon cœur s'est arrêté           | De Tanto Bater, Meu Coração Parou                     | De Tanto Bater, o Meu Coração Parou           |
| 2006 | Michael Haneke                    | Caché                                     | Caché                                                 | Nada a Esconder                               |
| 2006 | Xavier Beauvois                   | Le Petit lieutenant                       | O Pequeno Tenente                                     | A Outra Face da Lei                           |
| 2006 | Jean-Pierre Dardenne Luc Dardenne | L'Enfant                                  | A Criança                                             | A Criança                                     |
| 2006 | Radu Mihaileanu                   | Va, vis et deviens                        | Um Herói do Nosso Tempo                               | Vai e Vive                                    |
| 2007 | Guillaume Canet                   | Ne le dis à personne                      | Não Conte a Ninguém                                   | Não Digas a Ninguém                           |
| 2007 | Alain Resnais                     | Cœurs                                     | Medos Privados em Lugares Públicos                    | Corações                                      |
| 2007 | Rachid Bouchareb                  | Indigènes                                 | Dias de Glória                                        | Dias de Glória                                |
| 2007 | Philippe Lioret                   | Je vais bien, ne t'en fais pas            | Não Se Preocupe, Estou Bem!                           | Eu Estou Bem, Não Se Preocupem                |
| 2007 | Pascale Ferran                    | Lady Chatterley                           | Lady Chatterley                                       | Lady Chatterley                               |
| 2008 | Abdellatif Kechiche               | La Graine et le Mulet                     | O Segredo do Grão                                     | O Segredo de um Cuscuz                        |
| 2008 | Olivier Dahan                     | La Môme                                   | Piaf - Um Hino ao Amor                                | La Vie en Rose                                |
| 2008 | Julian Schnabel                   | Le Scaphandre et le Papillon              | O Escafandro e a Borboleta                            | O Escafandro e a Borboleta                    |
| 2008 | André Téchiné                     | Les Témoins                               | As Testemunhas                                        |                                               |
| 2008 | Claude Miller                     | Un secret                                 | Um Segredo de Família                                 |                                               |
| 2009 | Jean-François Richet              | L'Instinct de mort e L'Ennemi public n° 1 | Inimigo Público Nº 1 e Inimigo Público Nº 1 - Parte 2 | Instinto Assassino e Inimigo Público Nº 1     |
| 2009 | Rémi Bezançon                     | Le Premier Jour du reste de ta vie        | O Primeiro Dia do Resto da Sua Vida                   | O Primeiro Dia do Resto da Tua Vida           |
| 2009 | Laurent Cantet                    | Entre les murs                            | Entre os Muros da Escola                              | A Turma                                       |
| 2009 | Arnaud Desplechin                 | Un conte de Noël                          | Um Conto de Natal                                     | Um Conto de Natal                             |
| 2009 | Martin Provost                    | Séraphine                                 | Séraphine                                             | Séraphine                                     |

## Década de 2010
| Ano  | Realizador/Diretor              | Filme                                             | Título no Brasil         | Título em Portugal         |
| ---- | ------------------------------- | ------------------------------------------------- | ------------------------ | -------------------------- |
| 2010 | Jacques Audiard                 | Un prophète                                       | O Profeta                | Um Profeta                 |
| 2010 | Lucas Belvaux                   | Rapt                                              | O Sequestro de um Herói  |                            |
| 2010 | Xavier Giannoli                 | À l'origine                                       |                          |                            |
| 2010 | Philippe Lioret                 | Welcome                                           | Bem-vindo                | Welcome - Bem-vindo        |
| 2010 | Radu Mihaileanu                 | Le Concert                                        | O Concerto               | O Concerto                 |
| 2011 | Roman Polański                  | The Ghost Writer                                  | O Escritor Fantasma      | O Escritor Fantasma        |
| 2011 | Mathieu Amalric                 | Tournée                                           | Turnê                    | Tournée - Em Digressão     |
| 2011 | Olivier Assayas                 | Carlos                                            |                          | Carlos                     |
| 2011 | Xavier Beauvois                 | Des hommes et des dieux                           | Homens e Deuses          | Dos Homens e dos Deuses    |
| 2011 | Bertrand Blier                  | Le Bruit des glaçons                              |                          |                            |
| 2012 | Michel Hazanavicius             | The Artist                                        | O Artista                | O Artista                  |
| 2012 | Alain Cavalier                  | Pater                                             |                          | Pater                      |
| 2012 | Pierre Schoeller                | L'Exercice de l'État                              |                          |                            |
| 2012 | Valérie Donzelli                | La guerre est déclarée                            | A Guerra Está Declarada  | Declaração de Guerra       |
| 2012 | Éric Toledano Olivier Nakache   | Intouchables                                      | Intocáveis               | Amigos Improváveis         |
| 2012 | Aki Kaurismäki                  | Le Havre                                          | O Porto                  | Le Havre                   |
| 2012 | Maïwenn                         | Polisse                                           | Políssia                 | Polissia                   |
| 2013 | Michael Haneke                  | Amour                                             | Amor                     | Amor                       |
| 2013 | Benoît Jacquot                  | Les Adieux à la reine                             | Adeus, Minha Rainha      | Adeus, Minha Rainha        |
| 2013 | Noémie Lvovsky                  | Camille redouble                                  | Camille Outra Vez        | A Segunda Vida de Camille  |
| 2013 | François Ozon                   | Dans la maison                                    | Dentro da Casa           | Dentro de Casa             |
| 2013 | Jacques Audiard                 | De rouille et d'os                                | Ferrugem e Osso          | Ferrugem e Osso            |
| 2013 | Leos Carax                      | Holy Motors                                       | Holy Motors              | Holy Motors                |
| 2013 | Stéphane Brizé                  | Quelques heures de printemps                      |                          |                            |
| 2014 | Roman Polański                  | La Vénus à la fourrure                            | A Pele de Vênus          | Vénus de Vision            |
| 2014 | Albert Dupontel                 | 9 mois ferme                                      |                          |                            |
| 2014 | Guillaume Gallienne             | Les Garçons et Guillaume, à table!                |                          |                            |
| 2014 | Alain Guiraudie                 | L'Inconnu du lac                                  | Um Estranho no Lago      | O Desconhecido do Lago     |
| 2014 | Arnaud Desplechin               | Jimmy P. (Psychothérapie d'un Indien des plaines) |                          | Jimmy P: Realidade e Sonho |
| 2014 | Asghar Farhadi                  | Le Passé                                          | O Passado                | O Passado                  |
| 2014 | Abdellatif Kechiche             | La Vie d'Adèle                                    | Azul É a Cor Mais Quente | A Vida de Adèle            |
| 2015 | Abderrahmane Sissako            | Timbuktu                                          |                          |                            |
| 2015 | Céline Sciamma                  | Bande de filles                                   |                          |                            |
| 2015 | Thomas Cailley                  | Les Combattants                                   |                          |                            |
| 2015 | Robin Campillo                  | Eastern Boys                                      |                          |                            |
| 2015 | Thomas Lilti                    | Hippocrate                                        |                          |                            |
| 2015 | Bertrand Bonello                | Saint Laurent                                     |                          |                            |
| 2015 | Olivier Assayas                 | Clouds of Sils Maria                              | Acima das Nuvens         |                            |
| 2016 | Arnaud Desplechin               | Trois souvenirs de ma jeunesse                    |                          |                            |
| 2016 | Jacques Audiard                 | Dheepan                                           |                          |                            |
| 2016 | Stéphane Brizé                  | La Loi du marché                                  |                          |                            |
| 2016 | Xavier Giannoli                 | Marguerite                                        | Marguerite               | Marguerite                 |
| 2016 | Maïwenn                         | Mon roi                                           |                          |                            |
| 2016 | Deniz Gamze Ergüven             | Mustang                                           | Cinco Graças             |                            |
| 2016 | Emmanuelle Bercot               | La Tête haute                                     |                          |                            |
| 2017 | Xavier Dolan                    | Juste la fin du monde                             |                          |                            |
| 2017 | Houda Benyamina                 | Divines                                           |                          |                            |
| 2017 | François Ozon                   | Frantz                                            |                          |                            |
| 2017 | Bruno Dumont                    | Ma Loute                                          |                          |                            |
| 2017 | Anne Fontaine                   | Les Innocentes                                    |                          |                            |
| 2017 | Nicole Garcia                   | Mal de pierres                                    |                          |                            |
| 2017 | Paul Verhoeven                  | Elle                                              | Elle                     | Ela                        |
| 2018 | Albert Dupontel                 | Au revoir là-haut                                 |                          |                            |
| 2018 | Robin Campillo                  | 120 Battements par minute                         |                          |                            |
| 2018 | Mathieu Amalric                 | Barbara                                           |                          |                            |
| 2018 | Julia Ducournau                 | Grave                                             |                          |                            |
| 2018 | Hubert Charuel                  | Petit Paysan                                      |                          |                            |
| 2018 | Michel Hazanavicius             | Le Redoutable                                     |                          |                            |
| 2018 | Éric Toledano e Olivier Nakache | Le sens de la fête                                |                          |                            |
| 2019 | Jacques Audiard                 | Les Frères Sisters                                |                          |                            |
| 2019 | Emmanuel Finkiel                | La Douleur                                        |                          |                            |
| 2019 | Pierre Salvadori                | En liberté !                                      |                          |                            |
| 2019 | Gilles Lellouche                | Le Grand Bain                                     |                          |                            |
| 2019 | Alex Lutz                       | Guy                                               |                          |                            |
| 2019 | Xavier Legrand                  | Jusqu'à la garde                                  |                          |                            |
| 2019 | Jeanne Herry                    | Pupille                                           |                          |                            |

## Década de 2020
| Ano  | Realizador/Diretor              | Filme                                       | Título no Brasil               | Título em Portugal              |
| ---- | ------------------------------- | ------------------------------------------- | ------------------------------ | ------------------------------- |
| 2020 | Roman Polanski                  | J'accuse                                    | O Oficial e o Espião           | J’Accuse - O Oficial e o Espião |
| 2020 | Nicolas Bedos                   | La Belle Époque                             |                                |                                 |
| 2020 | François Ozon                   | Grâce à Dieu                                | Graças a Deus                  | Graças a Deus                   |
| 2020 | Olivier Nakache e Éric Toledano | Hors normes                                 | Mais que Especiais             |                                 |
| 2020 | Ladj Ly                         | Les Misérables                              | Os Miseráveis                  | Os Miseráveis                   |
| 2020 | Céline Sciamma                  | Portrait de la jeune fille en feu           | Retrato de uma Jovem em Chamas | Retrato da Rapariga em Chamas   |
| 2020 | Arnaud Desplechin               | Roubaix, une lumière                        |                                |                                 |
| 2021 | Albert Dupontel                 | Adieu les cons                              | Adeus, Idiotas                 |                                 |
| 2021 | Maïwenn                         | ADN                                         |                                |                                 |
| 2021 | Sébastien Lifshitz              | Adolescentes                                |                                |                                 |
| 2021 | Emmanuel Mouret                 | Les Choses qu'on dit, les choses qu'on fait |                                |                                 |
| 2021 | François Ozon                   | Été 85                                      | Verão de 85                    | Verão de 85                     |
| 2022 | Leos Carax                      | Annette                                     | Annette                        | Annette                         |
| 2022 | Audrey Diwan                    | L'événement                                 |                                |                                 |
| 2022 | Julia Ducournau                 | Titane                                      | Titane                         | Titane                          |
| 2022 | Xavier Giannoli                 | Illusions perdues                           | Ilusões Perdidas               |                                 |
| 2022 | Arthur Harari                   | Onoda, 10 000 nuits dans la jungle          |                                |                                 |
| 2022 | Cédric Jimenez                  | BAC Nord                                    |                                |                                 |
| 2022 | Valérie Lemercier               | Aline                                       | Aline - A Voz do Amor          |                                 |